# Promecotheca ptychospermae
Promecotheca ptychospermae is een keversoort uit de familie bladkevers (Chrysomelidae). De wetenschappelijke naam van de soort werd in 1935 gepubliceerd door Samarendra Maulik.